# Rosendal
Rosendal este o localitate din comuna Kvinnherad, provincia Hordaland, Norvegia, cu o suprafață de 1,14 km² și o populație de 768 locuitori (2013).